# Internal Salvation
Internal Salvation is het zesde en tevens laatste studioalbum van de streetpunkband The Unseen. Het werd uitgebracht op 16 juli 2007 en is het tweede album dat de band via Hellcat Records heeft uitgegeven.

## Nummers
1. "Intro (The Brutal Truth)"
2. "Such Tragedy"
3. "At Point Break"
4. "Right Before Your Eyes"
5. "Torn and Shattered (Nothing Left)"
6. "Break Away"
7. "Let It Go"
8. "No Direction"
9. "In Your Place"
10. "Left For Dead"
11. "Step Inside...Take Your Life"
12. "Act the Part"
13. "Talking Bombs" (cover van The Freeze)
14. "Still Believe" (bonustrack op de Europese cd)

## Band
- Mark Unseen - zang
- Scott Unseen - gitaar, zang
- Tripp Underwood - basgitaar, zang
- Jonny - Gitaar, zang
- Pat Melzard - drums